# Macquarieön
Macquarieön är huvudön i Macquarie Islands och ligger i den sydvästligaste delen av Stilla havet ungefär halvvägs mellan Australien och Antarktis. Administrativt är det en del av delstaten Tasmanien i Australien.

## Historia
Ön upptäcktes 11 juli 1810 av Fredrick Hasselborough som döpte ön efter New South Wales dåvarande guvernör Lachlan Macquarie (1762–1824), en guvernör som av många anses vara Australiens sanna grundare. Ön överfördes till Tasmanien 1890 och arrenderades ut till Joseph Hatch 1902. 1902 bildades Australiska samväldet och Tasmanien blev en del av Australien. 1933 förklarades ön som naturskyddsområde och 1947 överfördes ön till Australian Antarctic Territory. När Tasmania National Parks and Wildlife Service grundades 1971 förklarades ön som naturskyddsområde och blev samtidigt åter igen en del av delstaten Tasmanien.
1972 blev ön naturreservat och 1997 togs ön upp på Unescos världsarvslista. 23 december 2004 skakades ön av en jordbävning med en magnitud av 8,1 på Richterskalan, en av de högsta uppmätta någonsin. Dock blev förstörelsen låg. En omdiskuterad teori är att jordbävningen på ön var ett förspel på den stora jordbävningen i Indiska oceanen på annandag jul 2004.

## Geografi
Ön ligger vid 54°38 S och 158°51 Ö, cirka 1 600 kilometer sydost om Tasmanien. Den är omkring 34 km lång, 5 km bred och har en total areal på 128 km². Högsta punkt är ligger 433 m ö.h. på berget Hamilton. Militärbasen ligger vid 54°30′S 158°56′Ö / 54.500°S 158.933°Ö.
Norr om ön ligger ögruppen Judge and Clerk Islets och söder om ön ligger ögruppen Bishop and Clerk Islets. Den sydligaste ön i Bishop and Clerk Islets räknas som landet Australiens sydligaste punkt, belägen vid 55°7′S 158°41′Ö / 55.117°S 158.683°Ö.

## Demografi
Australian Antarctic Division (AAD) har en permanent militärbas på ön. De som bor på basen är de enda invånarna på ön och växlar mellan 20 och 40 personer under året.

## Fauna
På ön kan man hitta kerguelisk pälssäl, antarktisk pälssäl och elefantsälar - totalt över 80 000 individer. Ön är också en häckningsplats för vitkindad pingvin, vilka endast häckar på denna ö, samt klipphopparpingvin och åsnepingvin.